# Gyula Zsivótzky
Gyula Zsivótzky [ˈɟulɒ ˈʒivoːʦki] (* 25. Februar 1937 in Budapest; † 29. September 2007 ebenda) war ein ungarischer Hammerwerfer. Sein größter Erfolg war der Olympiasieg 1968 sowie der Europameistertitel 1962. Zudem war er mehrere Jahre lang Inhaber des Weltrekordes im Hammerwurf und war nach seiner aktiven Laufbahn als Funktionär in verschiedenen politischen Sportpositionen tätig.

## Sportliche Laufbahn
Erste internationale Erfahrungen sammelte Gyula Zsivótzky im Jahr 1958 bei den Europameisterschaften in Stockholm, bei denen er mit einer Weite von 63,68 m die Bronzemedaille hinter dem Polen Tadeusz Rut und Michail Krywanossau aus der Sowjetunion gewann. Jedoch bestritt er bereits im Vorjahr einen Wettkampf bei den World University Games in Paris, bei denen er mit 55,81 m die Bronzemedaille hinter Anatoli Samozwetow aus der Sowjetunion und dem Jugoslawen Zvonko Bezjak. 1959 siegte er dann bei der ersten offiziellen Sommer-Universiade in Turin mit 63,65 m die Goldmedaille. Im Jahr darauf nahm er erstmals an den Olympischen Spielen in Rom teil und gewann dort mit einem Wurf auf 65,79 m im Finale die Silbermedaille hinter Wassili Rudenkow aus der Sowjetunion. 1961 verteidigte er bei den Studentenweltspielen in Sofia mit 64,62 m seinen Titel erfolgreich und bei den Europameisterschaften 1962 in Belgrad siegte er mit einem Wurf auf 69,64 m. 1963 gewann er dann bei der Sommer-Universiade in Porto Alegre mit 65,72 m die Silbermedaille und musste sich damit Gennadi Kondraschow aus der Sowjetunion geschlagen geben. Im Jahr darauf nahm er abermals an den Olympischen Spielen in Tokio teil und gewann dort mit einer Weite von 69,09 m im Finale erneut die Silbermedaille, diesmal hinter Ramuald Klim aus der Sowjetunion.
1965 siegte er bei seinen letzten Studentenweltspielen in Budapest mit einem Wurf auf 69,64 m bereits zum dritten Mal und stellte anschließend am 4. September 1965 in Debrecen mit 73,74 m einen neuen Weltrekord auf, womit er die alte Bestmarke des US-Amerikaners Hal Connolly um knapp zweieinhalb Meter verbesserte. Diese Bestweite hatte bis in das Jahr 1968 Bestand, als er selbst am 14. September in Budapest um zwei Zentimeter weiter warf, ehe er 1969 von Ramuald Klim aus der Sowjetunion abgelöst wurde. 1966 nahm er bereits zum dritten Mal an den Europameisterschaften in seiner Heimatstadt Budapest teil und gewann dort mit einer Weite von 68,82 m die Silbermedaille hinter Klim aus der Sowjetunion. Zwei Jahre gelangte er bei seinen dritten Olympischen Spielen in Mexiko-Stadt mit 73,36 m im Finale die Goldmedaille, womit er nach Imre Németh und József Csermák bereits der dritte ungarische Olympiasieger in dieser Disziplin wurde. 1969 wurde re bei den Europameisterschaften in Athen mit 69,68 m Vierter und 1971 schied er bei den Europameisterschaften in Helsinki mit 71,58 m in der Qualifikation aus. 1972 gelangte er bei den Olympischen Spielen in München noch einmal das Finale und klassierte sich dort mit einem Wurf auf 71,38 m auf dem fünften Platz. 1973 beendete er dann nach mindestens 15 Jahren im Spitzensport seine aktive Karriere.
Auch auf nationaler Ebene war Zsivótzky auf Jahre ungeschlagen und sicherte sich von 1958 bis 1970 dreizehn Jahre lang durchgehend den ungarischen Meistertitel. Ab 1988 war er Mitglied im Magyar Olimpiai Bizottság, dem Nationalen Olympischen Komitee und zudem war er auch über viele Jahre Vizepräsident seines Vereins Újpesti TE.

## Persönliches
Nach seiner Karriere schloss Gyula Zsivótzky 1973 ein Sportstudium ab und arbeitete anschließend in der Mode- und Bekleidungsindustrie. Zsivótzky war mit der Hochspringerin Magdolna Komka verheiratet und hatte zwei Söhne, den ehemaligen Fußballspieler Gyula Zsivótzky (* 1966) und Attila Zsivoczky (* 1977), ein ehemaliger Zehnkämpfer, der wiederum mit der Siebenkämpferin Györgyi Zsivoczky-Farkas verheiratet ist. Er verstarb am 29. September 2007 im Alter von 70 Jahren in seiner Heimatstadt Budapest an den Folgen einer Krebserkrankung.

## Auszeichnungen
- Sportler des Jahres: 1965, 1968
- 2004 wurde er in den Kreis der zwölf ungarischen „Sportler der Nation“ gewählt
- Leichtathlet des Jahres: 1965, 1968
- Goldmedaille der Ungarischen Volksrepublik: 1964, 1975
- Olympischer Goldring des MOB: 1995
- Ungarischer Leichtathlet des Jahrhunderts: 1999
- Ungarischer Verdienstorden: 1997
- Magyar Örökség díj: 2000
- Ehrenbürger der Gemeinden Balatonfenyves und Kiskunfélegyháza